# SPOTV K
SPOTV K(스포티비 케이)는 대한민국의 예능 및 드라마 전문 텔레비전 채널이다.

## 연혁
- 2020년 3월 16일 : STATV 개국[1]
- 2024년 2월 5일 : STATV에서 SPOTV K로 채널명 변경

## 프로그램 및 리그

### 전 프로그램
- 아이돌 리그

### 현 방송중인 프로그램
- 숙희네 미장원

## 같이 보기
- SPOTV Games(폐국)
- SPOTV